# بلیط یک‌طرفه
بلیط یک‌طرفه که در ترکیه با عنوان TEK YÖN BiLET شناخته می‌شود، اولین مجموعه نمایش خانگی محصول مشترک ایران و ترکیه به کارگردانی، نویسندگی و تهیه‌کنندگی پوریا حیدری اوره است که به صورت اختصاصی از پلتفرم نماوا پخش شد. در این مجموعه گروهی از بازیگران از جمله حامد کمیلی، ارکان پتک‌کایا، ایلهان شن، علی شادمان، بهزاد خلج، مهرداد صدیقیان، دیدم بالچین و گیزم کاراجا حضور دارند.

## بازیگران
- حامد کمیلی
- ارکان پتک‌کایا
- علی شادمان
- بهزاد خلج
- ایلهان شن
- مهرداد صدیقیان
- ارزا راموکا
- فرشته مرعشی
- دیدم بالچین
- گیزم کاراجا
- زهرا سامی
- ارجان رشات دمیر
- آیتاچ اوشون
- مانی مقدم
- سروش رحیمیان
- محمد جانگوران
- فیگو بیرجندیان
- کیدا خور رمضان
- دیرن پولاتولاری
- کامیار حقی
- محمد حیدری
- بارباروس لونت سچکین
- دوگان چتینر
- یوردائر اوکور
- وحدت چاتار